# Базелли, Даниеле
Дание́ле Базе́лли (итал. Daniele Baselli [daˈnjɛˑle baˈzɛlli]; 12 марта 1992, Брешиа, Италия) — итальянский футболист, полузащитник клуба «Комо». Провёл один матч за сборную Италии.

## Клубная карьера
Даниеле является воспитанником «Аталанты» — одной из самых сильных футбольных школ в Италии.
С 2011 по 2013 год выступал за «Читтаделлу» на правах совладения. 20 июля 2013 года вернулся в «Аталанту» которая заплатила за выкуп прав на игрока 803 500 евро, подписав четырёхлетний контракт. 1 сентября того же года дебютировал в Серии А, выйдя на замену в матче против «Торино».
Летом 2015 года перешёл в «Торино», где сразу стал игроком основы.